# Stacy Title
Stacy Title (New York, 21 febbraio 1964 – Los Angeles, 11 gennaio 2021) è stata una regista, sceneggiatrice e produttrice cinematografica statunitense.

## Biografia
Dopo aver diretto un cortometraggio dal titolo Down on the Waterfront, esordì sul grande schermo nel 1995 con Una cena quasi perfetta, commedia nera con protagonista Cameron Diaz. Dopodiché realizzò nel 1999 Let the Devil Wear Black, una sorta di rilettura cinematografica dell' Amleto di William Shakespeare. Nel 2006 presentò a un festival Hood of Horror, con protagonisti Danny Trejo e il rapper Snoop Dogg, uscito nel 2007. Nello stesso anno diresse anche il film tv The Greatest Show Ever. Dopo 10 anni tornò alla regia di un film con The Bye Bye Man, un altro horror, uscito nelle sale statunitensi nel 2017.
Stacy Title è morta l'11 gennaio 2021, all'età di 56 anni: era malata di SLA.

## Filmografia

### Regista
- Down on the Waterfront (1993)
- Una cena quasi perfetta (1995)
- Let the Devil Wear Black (1999)
- Hood of Horror (2006)
- The Greatest Show Ever (2007) - film TV
- The Bye Bye Man (2017)

### Sceneggiatrice
- Down on the Waterfront (1993)
- Let the Devil Wear Black (1999)
- The Lone Ranger (2003) - film tv

### Produttrice
- Down on the Waterfront (1993)
- Una cena quasi perfetta (1995)
- Let the Devil Wear Black (1999)
- The Lone Ranger (2003) - film tv